# Karl von Ramm
Karl Johann Gustav Leopold Ramm, seit 1854 von Ramm, (* 9. Oktober 1803 in Berlin; † 21. Dezember 1865 in Breslau) war ein preußischer Generalmajor und Kommandeur der 6. Artillerie-Brigade.

## Leben

### Herkunft
Karl war ein Sohn des preußischen Artillerieoffiziers August Leopold Ramm (* 1765) und dessen Ehefrau Luise Henriette, geborene Lehmann (* 1782). Sein Bruder Adolf stieg zum Generalleutnant auf.

### Militärkarriere
Er kam im Jahr 1. Mai 1820 als Kanonier in die Garde-Artillerie-Brigade. Von 1821 bis 1823 war er an die Vereinigte Artillerie- und Ingenieurschule abkommandiert. In der Zeit wurde er am 14. Oktober 1822 zum Portepeefähnrich ernannt. Nach seiner Rückkehr wurde er am 2. November 1823 zum aggregierten Seconde-Lieutenant ernannt, am 25. Juli 1826 einrangiert und dann von 1833 bis 1838 als Abteilungsadjutant eingesetzt. In der Zeit wurde er am 8. Juni 1834 zum Premier-Lieutenant ernannt, 1835 war er bei der Parade in Kalisch Adjutant der Abordnung der Garde-Artillerie-Brigade. Am 5. Juni 1841 wurde er zum Hauptmann befördert. Während der Märzrevolution im Jahr 1848 nahm er an den Straßenkämpfen in Berlin teil. Er wurde am 9. Mai 1848 dann zum Vorstand des Artilleriedepots in Berlin ernannt. Am 1. Januar 1853 erhielt er die Beförderung zum Major und kam als Kommandeur die Festungsabteilung des 7. Artillerie-Regiments.
Am 6. September 1854 wurde er in den Preußischen Adelsstand erhoben. Er wurde am 4. November 1854 als Kommandeur in die II. Abteilung des Garde-Artillerie-Regiments und am 14. Dezember 1854 auch zum Mitglied der Prüfungskommission für Premier-Lieutenants der Artillerie ernannt. Am 6. Juni 1857 wurde er zum Kommandeur des 6. Artillerie-Regiments ernannt und am 22. Mai 1858 zum Oberstleutnant befördert. Er erhielt am 3. Oktober 1859 den Roten Adlerorden 3. Klasse mit Schleife und am 28. Oktober 1859 den russischen St.-Stanislaus-Orden 2. Klasse mit Krone. Er wurde am 1. Juli 1860 zum Oberst und Brigadier der Artilleriebrigade Nr. 6 ernannt. Dazu erhielt er am 18. Oktober 1861 den Kronen-Orden 3. Klasse. Er wurde am 25. Juni 1864 zum Generalmajor befördert und zum Kommandeur der 6. Artillerie-Brigade ernannt. Aber schon am 13. Oktober 1865 erhielt er seinen Abschied mit Pension, um am 11. November 1865 mit Pension zur Disposition gestellt zu werden. Er starb wenig später am 21. Dezember 1865 in Breslau.
Als Premier-Lieutenant wurde er 1839 wie folgt beurteilt: Ein Offizier von allgemeiner Bildung, guten Berufskenntnissen und regem Eifer für den Dienst, fährt fort, sich die noch fehlenden praktischen Kenntnisse für den Dienst der Reitenden Artillerie zu verschaffen. Seine sittliche Führung ist musterhaft. Zur Beförderung nach der Tour geeignet.

### Familie
Er heiratete am 29. August 1839 in Berlin Julie Bertha Praetorius (1818–1845), eine Tochter des Kommerzienrates Georg Praetorius.
- Karl Georg (1840–1886), Oberstleutnant ⚭ Marie von Pannwitz (* 1846)
- Maria Helene (* 1842) ⚭ Gustav Kiekebusch († 1896)

Nach dem Tod seiner ersten Frau heiratete er am 10. September 1849 in Alt-Ruppin Wendula Karoline Friederike Robertine von Schmidt (1828–1874), eine Tochter des Rentmeisters Detlef Dietrich Wilhelm von Schmidt.
- Detlef Karl Maximilian (* 1850) ⚭ Alexandra von Koehne
- Paul (* 26. August 185?), Hauptmann der Artillerie ⚭ Elise Dürr († 1898) verwitwete Busch
- Anna Eva Wendula (1865–1933) ⚭ Edmund von Gustedt (1848–1916)[1], Forstmeister, Deersheim